# Phyllophaga rubricosa
Phyllophaga rubricosa är en skalbaggsart som beskrevs av Henry J. Reinhard 1939. Phyllophaga rubricosa ingår i släktet Phyllophaga och familjen Melolonthidae. Inga underarter finns listade i Catalogue of Life.